# Carlo Maria Pintacuda

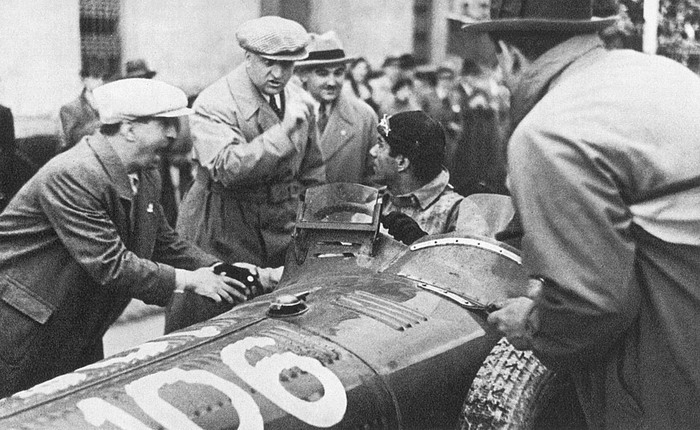
Pintacuda habla con Enzo Ferrari durante la Mille Miglia de 1935.

Carlo Maria Pintacuda (Florencia, Italia, 18 de septiembre de 1900-Buenos Aires, Argentina, 8 de marzo de 1971) fue un piloto de automovilismo de Italia.

## Carrera
Nacido en Florencia en el año 1900, condujo por primera vez un vehículo a los 13 años, un Darracq de su padre. Su primera competición fue en 1925 en Livorno, a bordo de un Lancia Lambda, donde tuvo un grave accidente.
Su primera victoria fue en una carrera disputada Perugia al año siguiente, conduciendo un Alfa Romeo RLSS. En 1929 debutó en la Mille Miglia; fue tercero en los primeros kilómetros pero finalizó 10.° debido a problemas de vehículo.
Debido a ganar la Vuelta de Italia en 1934, una competencia de más de 6000 km organizada por el Automóvil Club de Italia, fue citado en Monza por la Scuderia Ferrari para probar el Alfa Romeo P3. Luego de la prueba, Pintacuda le compró una unidad a Enzo Ferrari para disputar la Mille Miglia del año siguiente. Carlo, junto a Alessandro Della Stufa, obtuvieron la victoria a más de media hora de diferencia del segundo.
Al año siguiente volvió a disputar las Mil Millas con el P3, terminando tercero detrás de Antonio Brivio y Nino Farina. Ese año ganó la Coppa Ciano junto a Tazio Nuvolari y el Gran Premio de São Paulo.
En 1937 Carlo volvió a ganar la competencia, esta vez acompañado por Paride Mambelli y conduciendo un 8C 2900A. En 1938 Pintacuda terminó segundo a más de una hora de los ganadores Biondetti-Stefani. Además, ganó en estos dos años el Gran Premio de Río de Janeiro. En el 38 también ganó las 24 Horas de Spa junto a Francesco Severi.
Luego del gran parate en el automovilismo europeo debido a la Segunda Guerra Mundial, Carlo disputó algunas competencias sin resultados destacables y se retiró al poco tiempo. Luego de esto emigró a la Argentina, para vivir allí hasta el día de su muerte, el 8 de marzo de 1971.
Es considerado uno de los mejores pilotos de la «Escuela Florentina» junto a Emilio Materassi, Gastone Brilli-Peri, Clemente Biondetti y Giulio Masetti.

## Resultados

### Campeonato Europeo de Pilotos
(Clave) (negrita indica pole position) (cursiva indica vuelta rápida)
| Año     | Escudería        | 1   | 2   | 3     | 4     | 5   | Pos.  | Puntos |
| ------- | ---------------- | --- | --- | ----- | ----- | --- | ----- | ------ |
| 1936    | Scuderia Ferrari | MON | GER | SUI   | ITA 5 |     | 18.º= | 28     |
| 1937    | Scuderia Ferrari | BEL | GER | MON 9 | SUI   | ITA | 20.º= | 36     |
| Fuente: |                  |     |     |       |       |     |       |        |